# Dispache
Die Dispache (englisch average adjustment) ist in der Seeschifffahrt und im Versicherungswesen eine Abrechnung, mit der ein Sachverständiger (Dispacheur) bei der Großen Haverei die Verteilung der Schäden auf die Beteiligten vornimmt. 

## Allgemeines
Dem Juristen Hermann Langenbeck zufolge führte Philipp II. das Wort im Rahmen seines Versicherungsrechts von 1563 für die Abfertigung der Havarien ein. Diese Abfertigung (spanisch dispacho) gelangte in die französische Sprache, wo das Wort als Seeschadensberechnung (französisch dispache) entlehnt wurde. Es tauchte im Jahre 1831 in einem Buch des Staatsrechtslehrers Karl von Kaltenborn-Stachau über europäisches Seerecht auf, 1838 in einem deutschen Wörterbuch. Ein nautisches Wörterbuch aus 1850 erklärte den Begriff als Schätzung und Berechnung eines Seeschadens und einer Havarie.
Beteiligte bei der Dispache sind Reeder, Frachtschuldner und Eigentümer der Schiffsladung.

## Rechtsfragen
Die „Große Haverei“ ist ein Schiffsunfall, bei dem gemäß § 588 Abs. 1 HGB das Schiff, der Treibstoff, die Ladung oder mehrere dieser Sachen zur Errettung aus einer gemeinsamen Gefahr auf Anordnung des Kapitäns vorsätzlich beschädigt oder aufgeopfert (Seewurf) werden. Liegt eine „Große Haverei“ vor, so haben im deutschen Seehandelsrecht die Beteiligten (Reeder, Frachtschuldner und Eigentümer der Ladung) gemeinschaftlich als Gesamtschuldner die entstandenen Schäden und Aufwendungen anteilig zu tragen.
Voraussetzung für die Erstellung („Aufmachung“) einer Dispache ist die Verklarung. Hierin berichtet der Kapitän über den Schiffsunfall. Die dann folgende Aufmachung der Dispache obliegt dem Dispacheur, der hierzu einen Auftrag von einem Beteiligten erhalten muss (§ 595 Abs. 1 HGB). Die Dispache wird durch einen öffentlich bestellten Sachverständigen oder eine vom Gericht besonders ernannte sachverständige Person (Dispacheur) aufgemacht (§ 595 Abs. 2 HGB). Bereits das Reichsgericht (RG) sah im Oktober 1880 die Dispache bei einer Großen Havarie als zulässig an. In der Dispache als Rechnung für die Große Haverei werden die Havereischäden unter den Beteiligten verteilt.
Als Rechtsbegriff taucht die Dispache auch im Rahmen der freiwilligen Gerichtsbarkeit in § 404 Abs. 2 FamFG auf, wonach der Dispacheur verpflichtet ist, jedem Beteiligten Einsicht in die Dispache zu gewähren. Lehnt der Dispacheur den Auftrag eines Beteiligten zur Aufmachung der Dispache ab, weil ein Fall der großen Haverei nicht vorliege, entscheidet über die Verpflichtung des Dispacheurs auf Antrag des Beteiligten gemäß § 403 FamFG das Gericht. Die rechtskräftig bestätigte Dispache ist ein Vollstreckungstitel (§ 409 Abs. 2 FamFG). In § 68 GNotKG ist der Geschäftswert der Dispache im Gerichtsverfahren definiert.
In der Binnenschifffahrt wird nicht von Dispache gesprochen. Gemäß § 11 Abs. 1 BinSchG ist eine Beweisaufnahme über den tatsächlichen Hergang sowie über den Umfang des eingetretenen Schadens und über die zur Abwendung oder Verringerung desselben angewendeten Mittel zu beantragen. § 78 BinSchG regelt für die Binnenschifffahrt deckungsgleich die Große Haverei.

## Versicherung
Die Dispache ist in der Transportversicherung die Dokumentation über die bei einer Großen Havarie anerkannten Kosten, Aufopferungen und Verluste und deren Verteilung. Sie wird auf Veranlassung der Reederei oder des Kapitäns vom Dispacheur erstellt. Der Versicherungsnehmer muss dem Versicherer eine Schadensrechnung übersenden, die auf der Grundlage der York-Antwerpener Regeln  aufgestellt ist. Der Umfang der Haftung des Versicherers wird gemäß § 30 ADS von der Dispache bestimmt.